# Lane Motor Museum
Le Lane Motor Museum (musée automobile Lane), situé à Nashville, au Tennessee, expose des automobiles historiques du XXe siècle. Le musée a été créé à partir de la collection de Jeff et Susan Lane.

## Historique
Le Lane Motor museum a été créé en 2003 par Jeff et Susan Lane et a démarré avec la collection personnelle de 70 automobiles de Jeff Lane. La collection est présentée dans le bâtiment de l'ancienne boulangerie industrielle Sunbeam qui a occupé ce site de 1951 à 1994. Nombreux sont les détails architecturaux spécifiques au bâtiment qui ont été conservés.

## Collection
La collection comprend plus de 330 automobiles, 20 motocyclettes et des automobiles. Le musée détient la plus grande collection de voitures tchèques hors d'Europe (dont 13 Tatra), des automobiles européennes au concept inhabituel ou innovant, des véhicules à propulsion par hélice, des microvoitures, des automobiles à trois roues, des véhicules amphibies, des véhicules à énergie alternative, des véhicules militaires et des prototypes. Le musée met en lumière des aspects étonnants ou inhabituels de l'histoire de l'automobile avec des véhicules rarement visibles aux États-Unis.

## Galerie

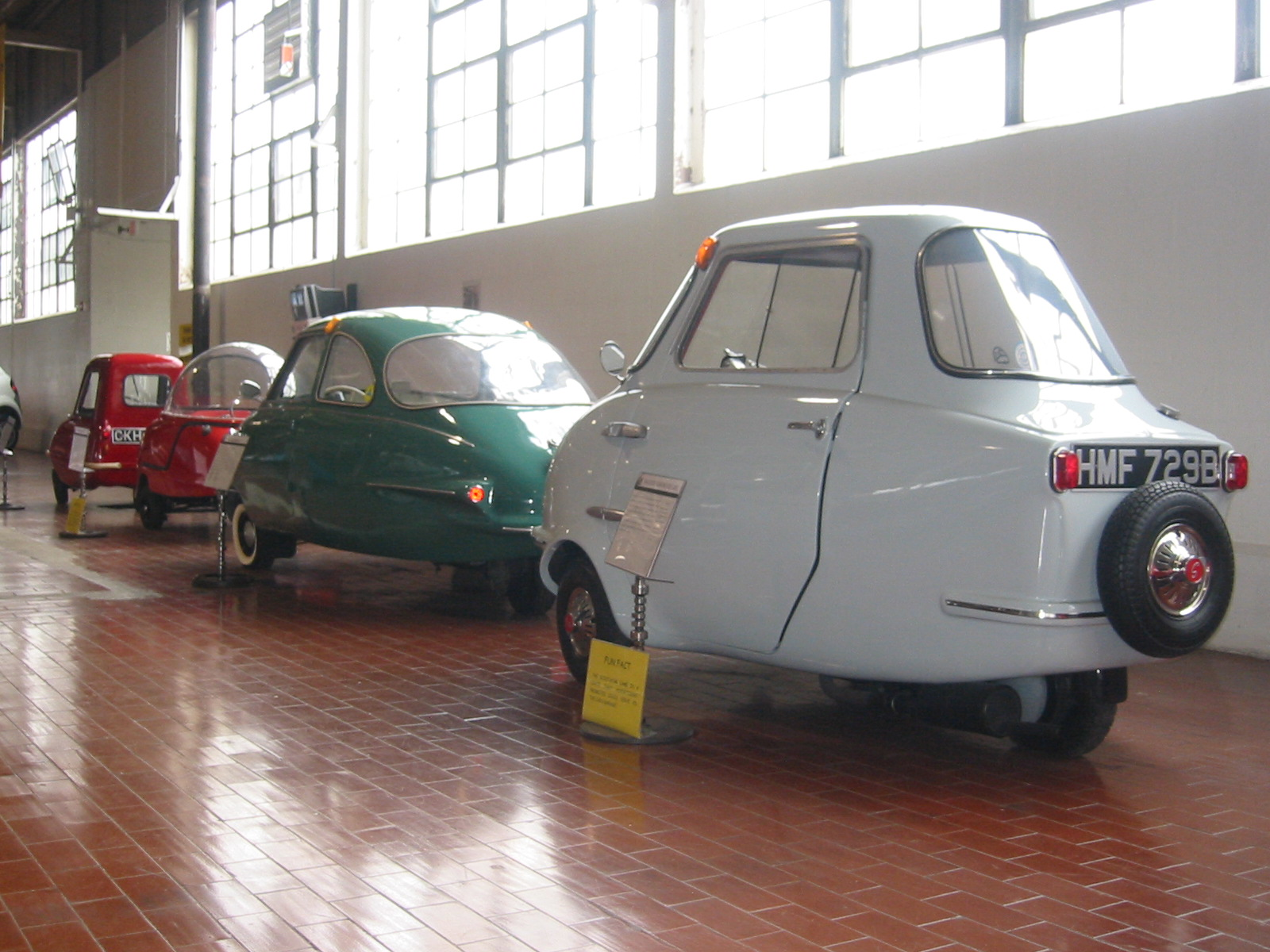
Quatre micro-voitures
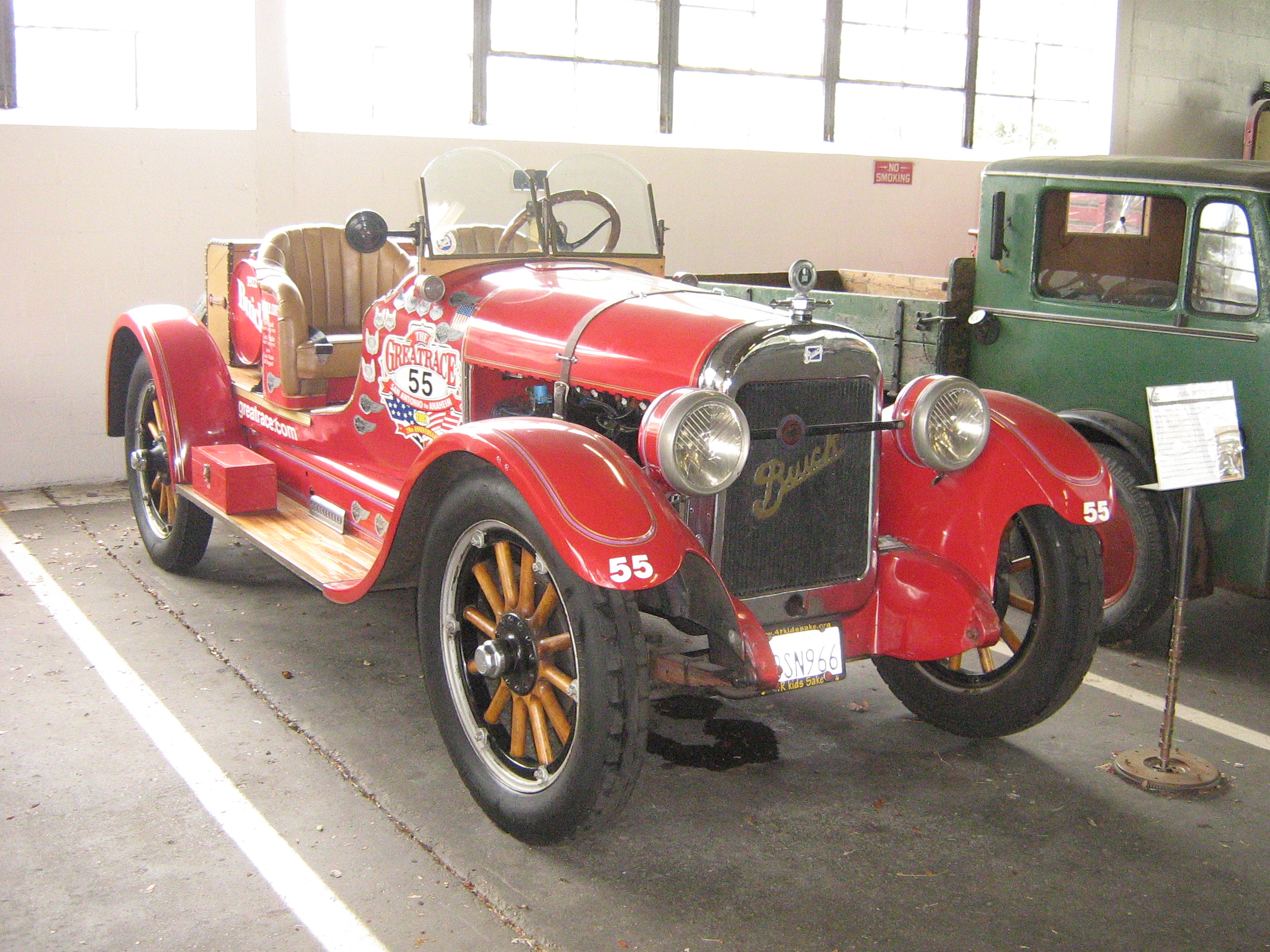
1922 Buick Speedster
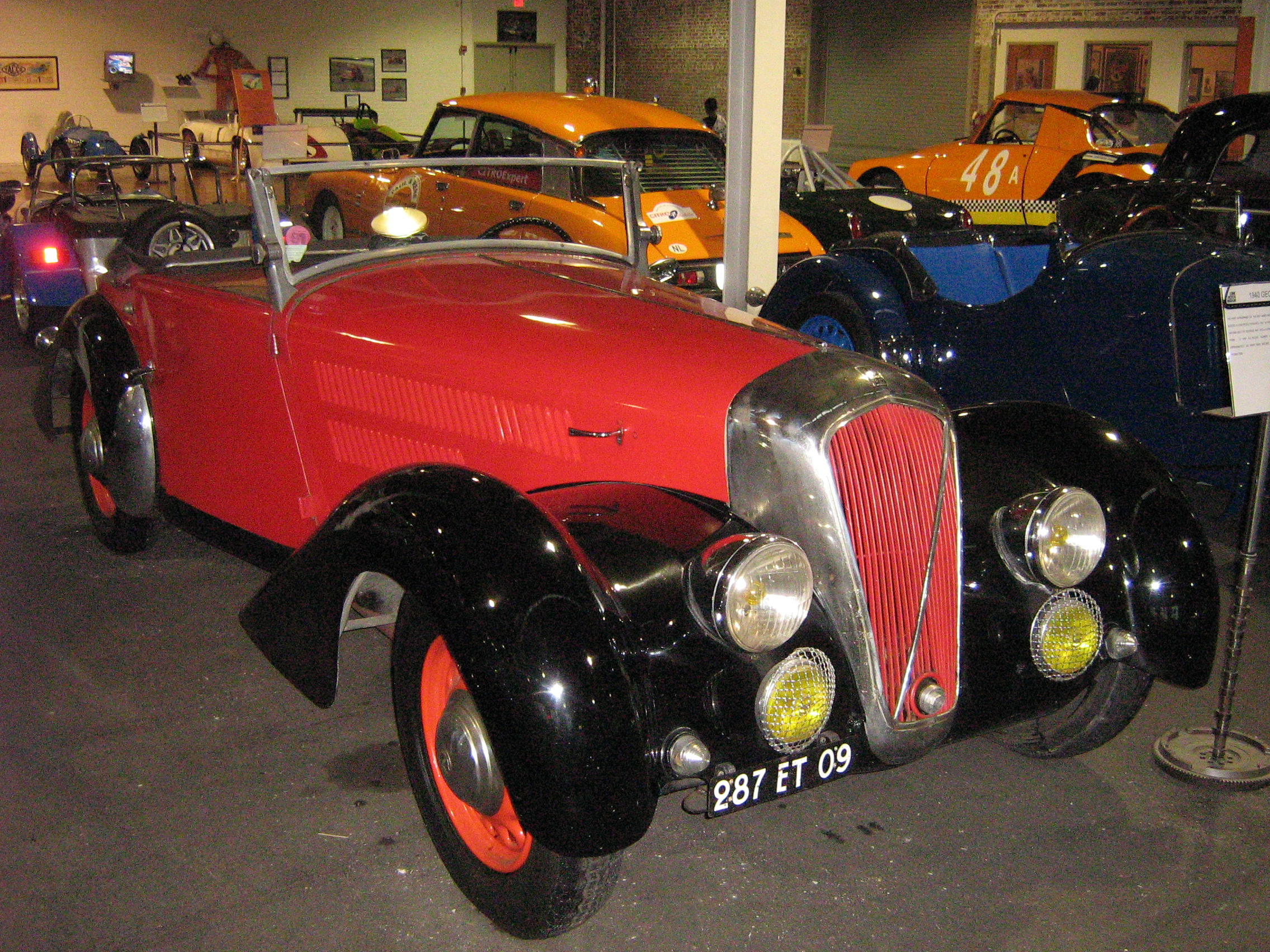
1940 Georges Irat
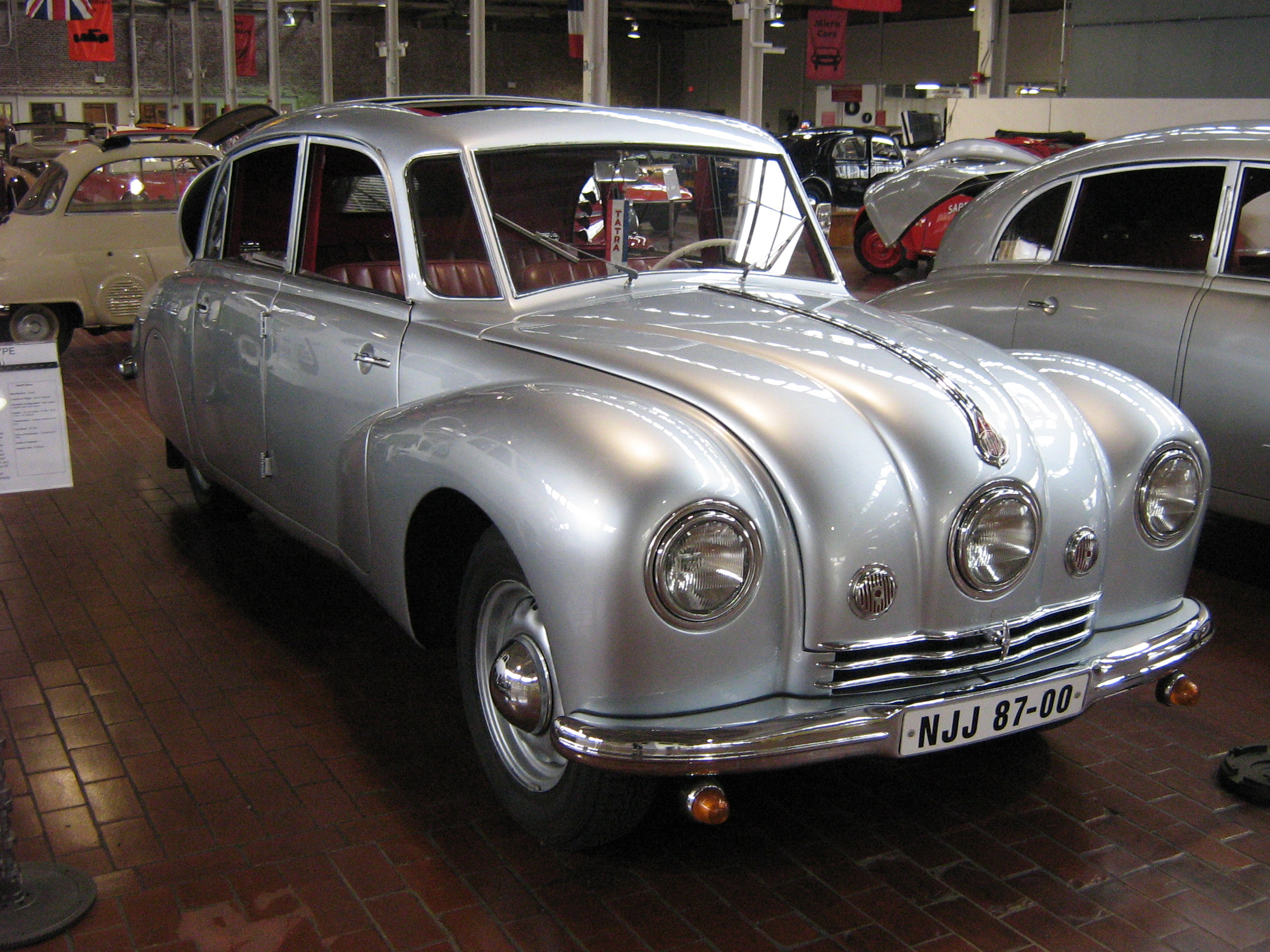
1947 Tatra 87
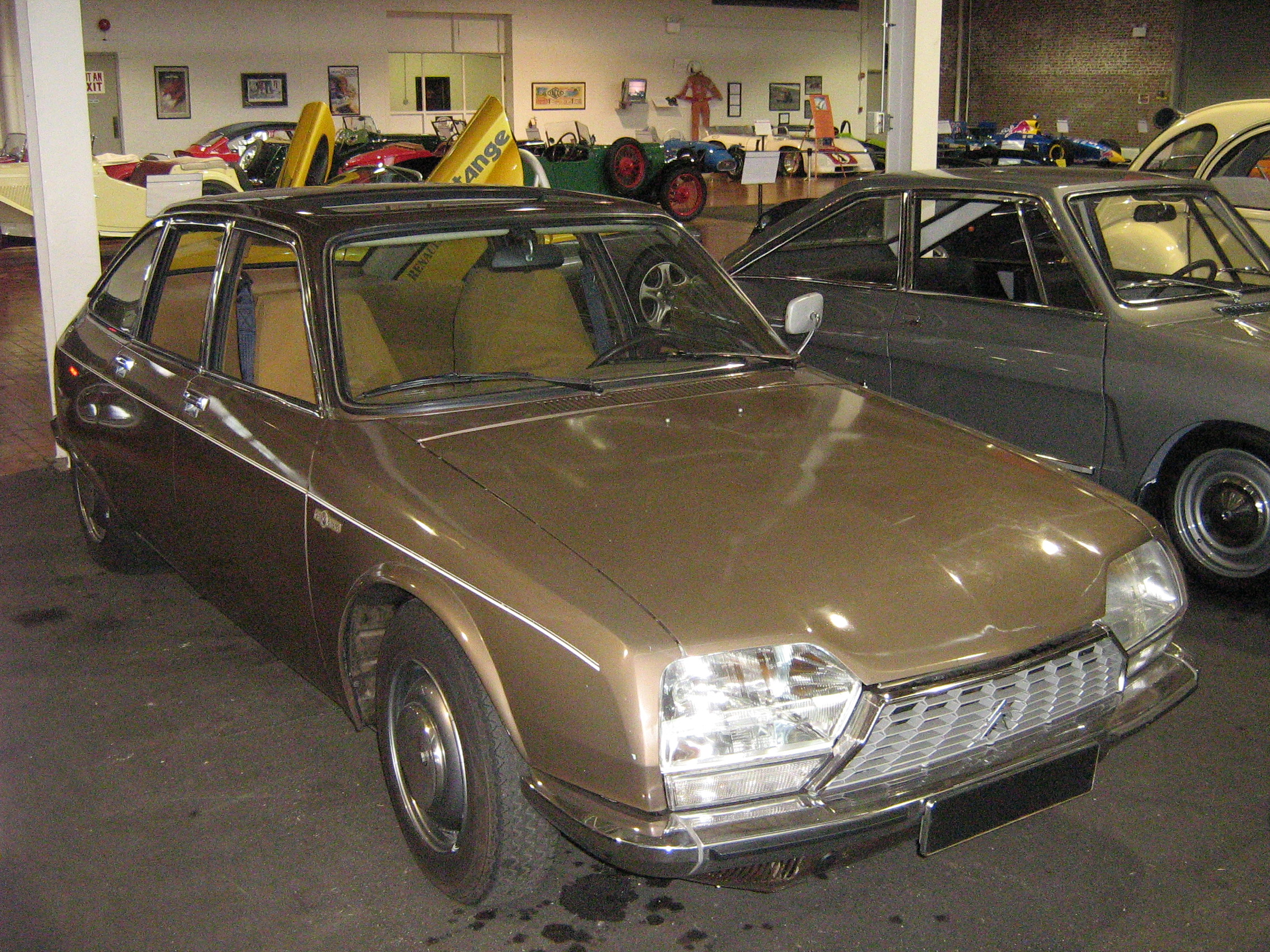
1975 Citroën GS Birotor